# Mettmann (stad)
Mettmann is een stad en gemeente in de Duitse deelstaat Noordrijn-Westfalen, gelegen in de Kreis Mettmann. De gemeente telt 38.749 inwoners (31 december 2020) op een oppervlakte van 42,53 km².
Tussen Mettmann en Erkrath ligt het Neandertal, waar de neanderthalers ontdekt zijn.

## Geboren in Mettmann
- Mitja Zastrow (1977), Nederlands/Duits zwemmer
- Tim Torn Teutenberg (2002), Duits baan- en wegwielrenner

## Afbeeldingen

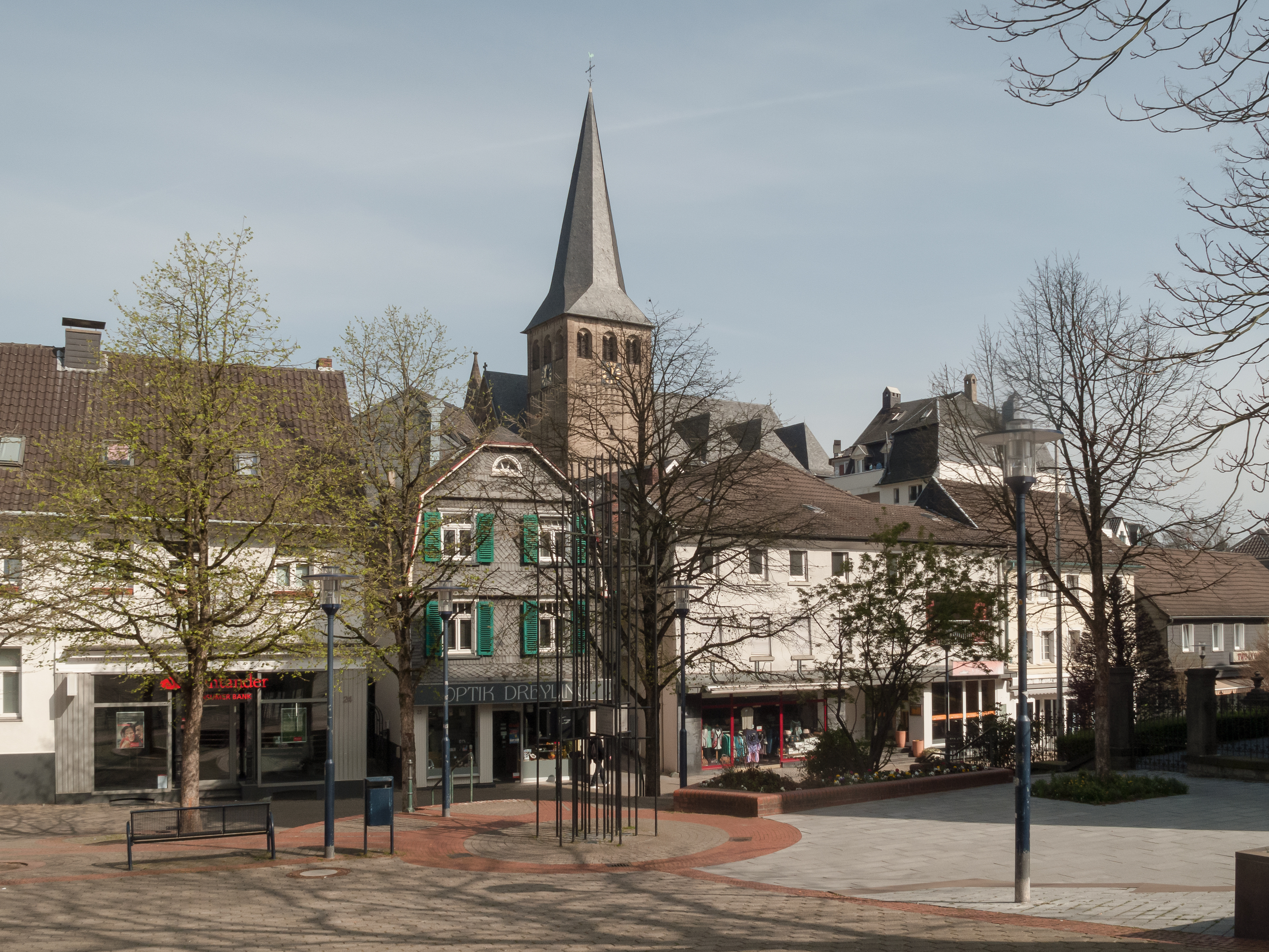
Kerktoren (de Sankt Lambertuskirche) in straatzicht
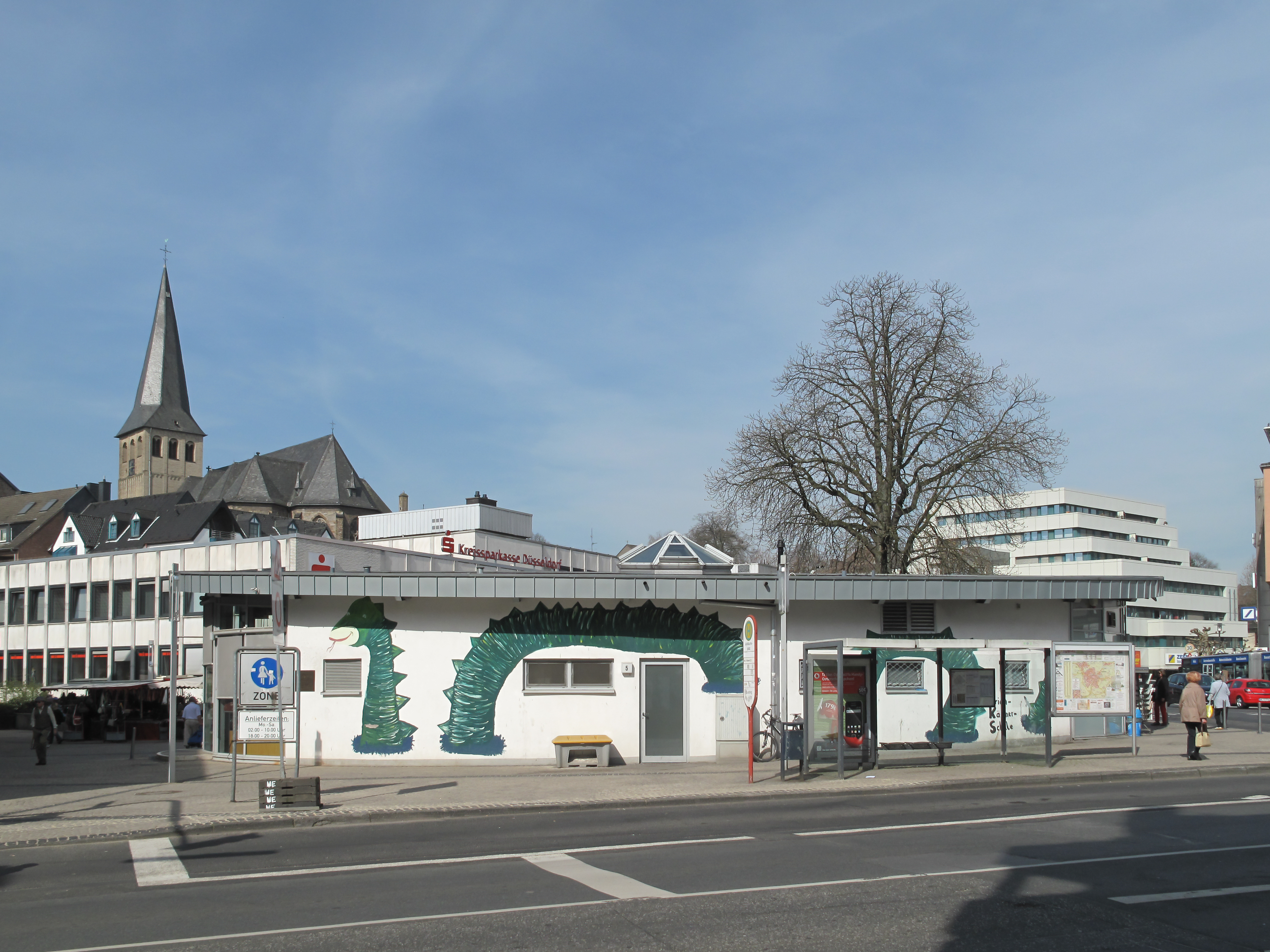
Dezelfde kerktoren vanaf de Johannes Flintropstraße
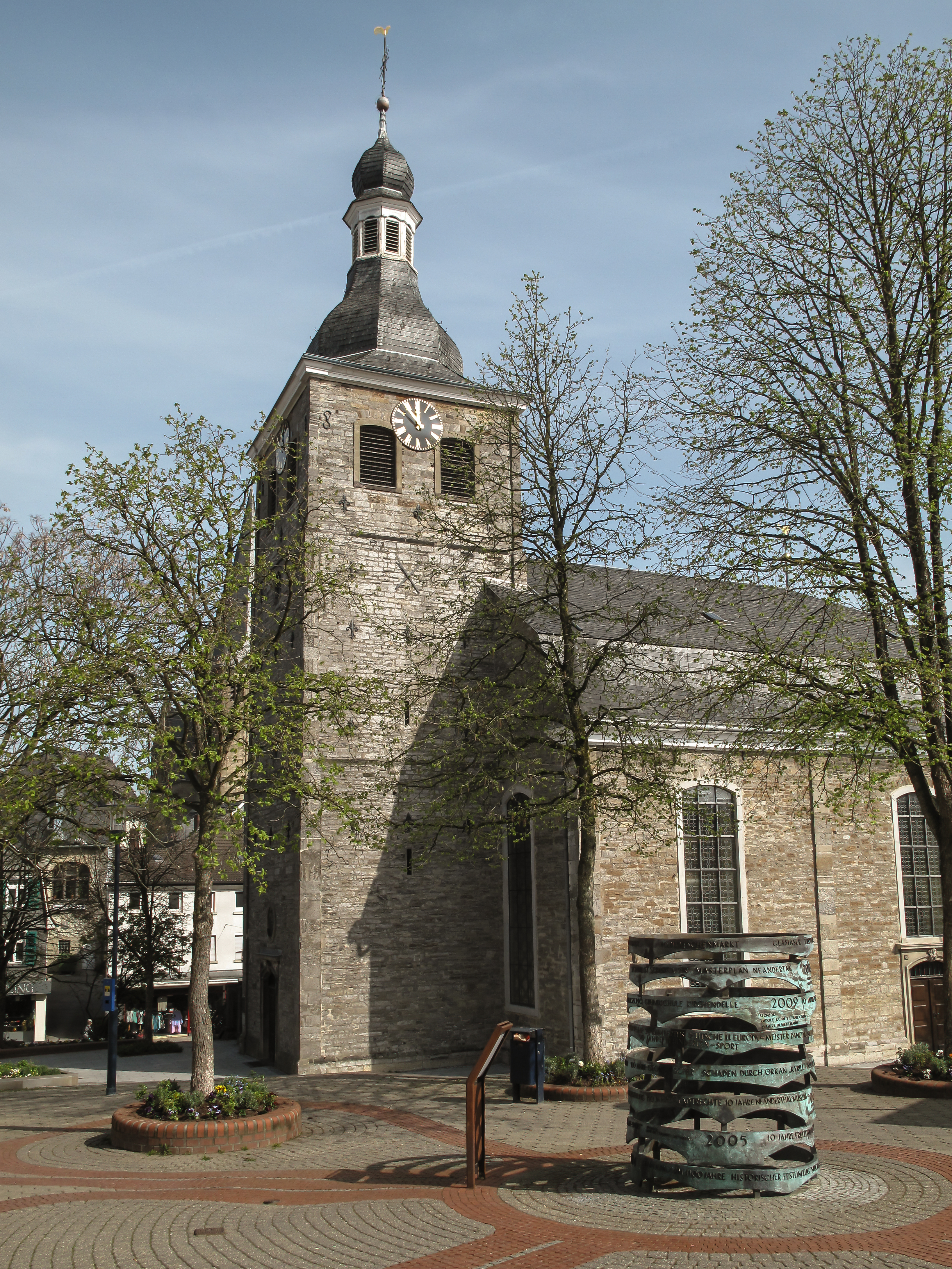
De evangelische kerk
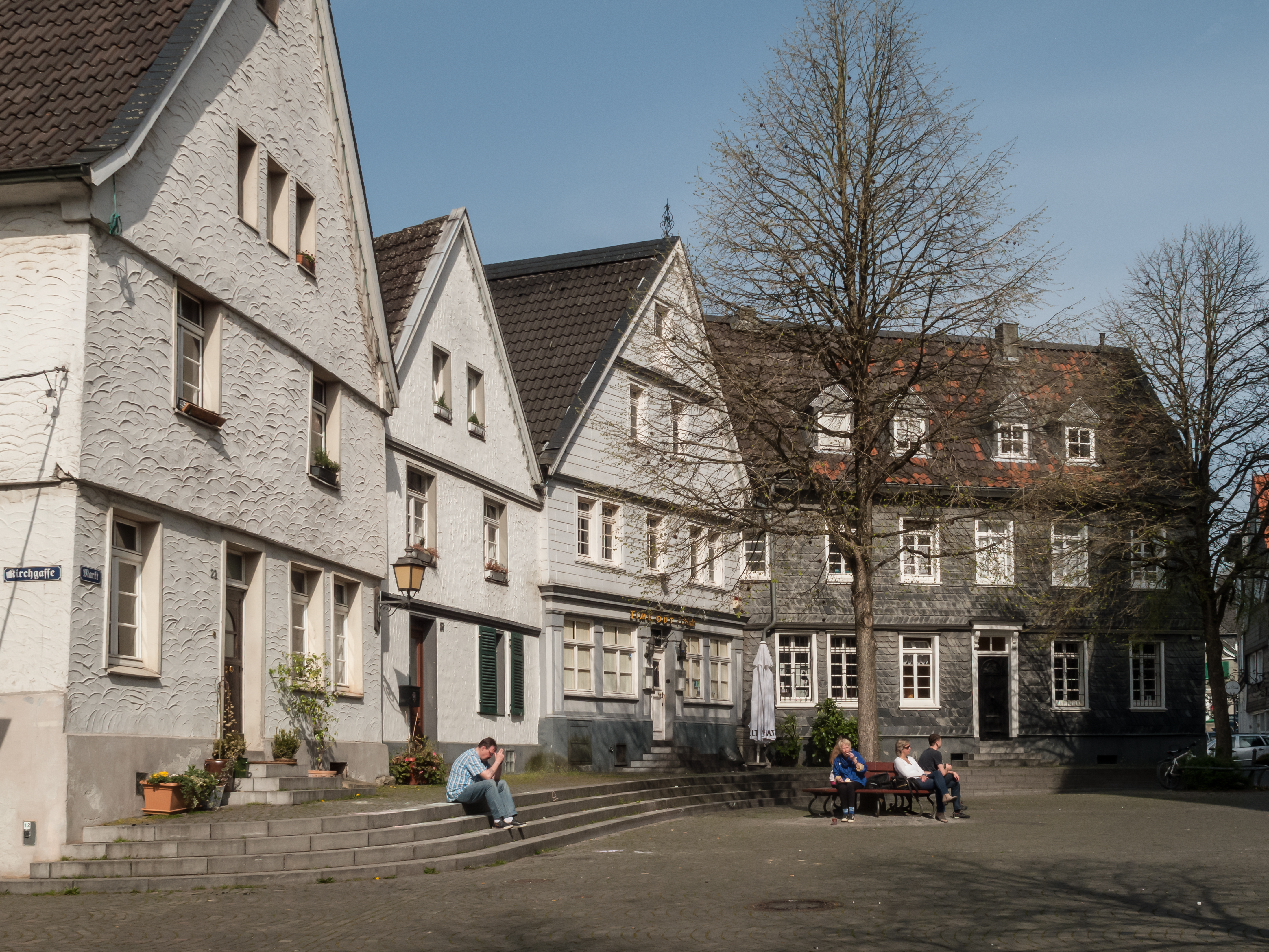
Straatzicht: Markt
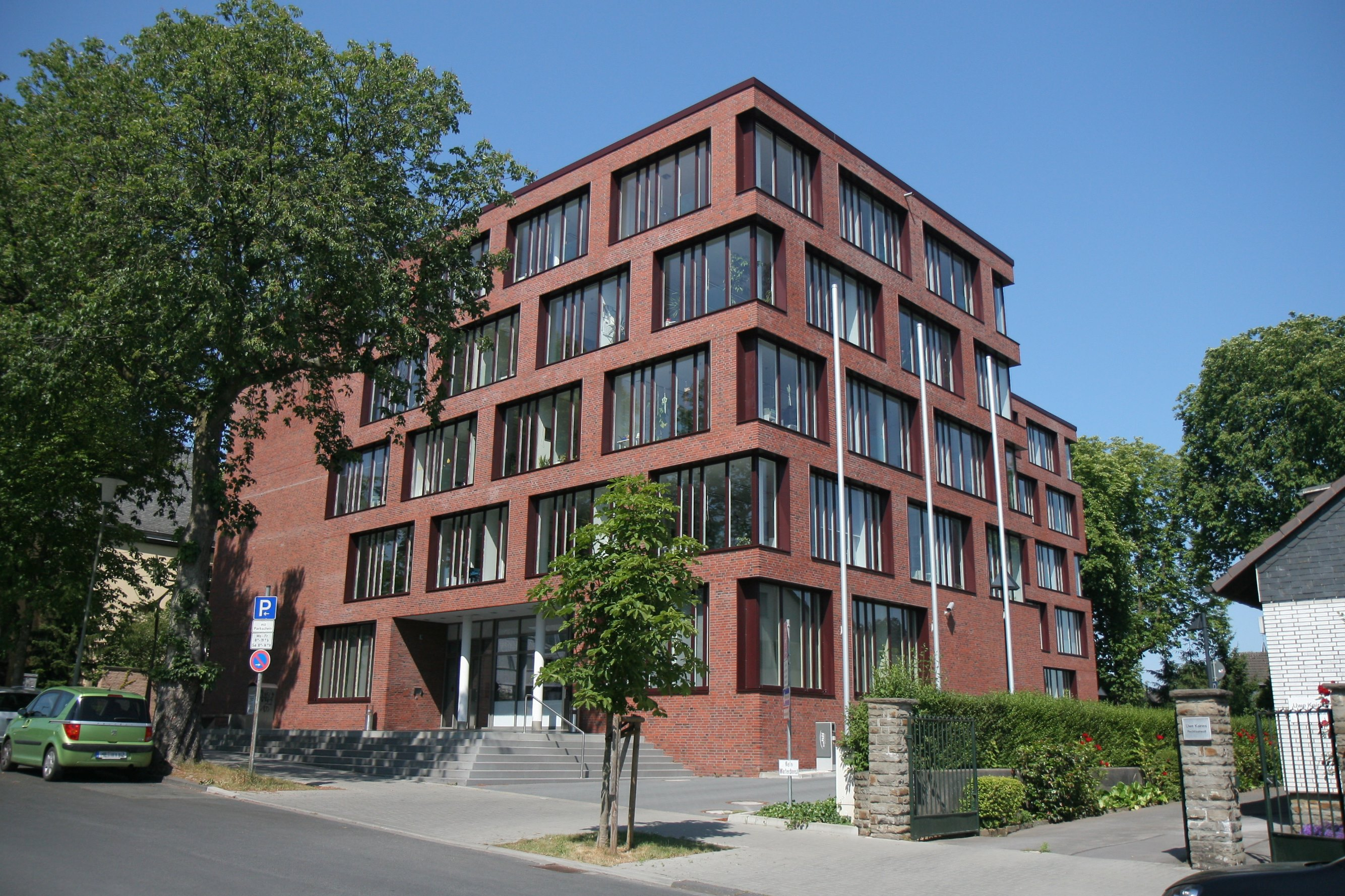
Gerechtsgebouw
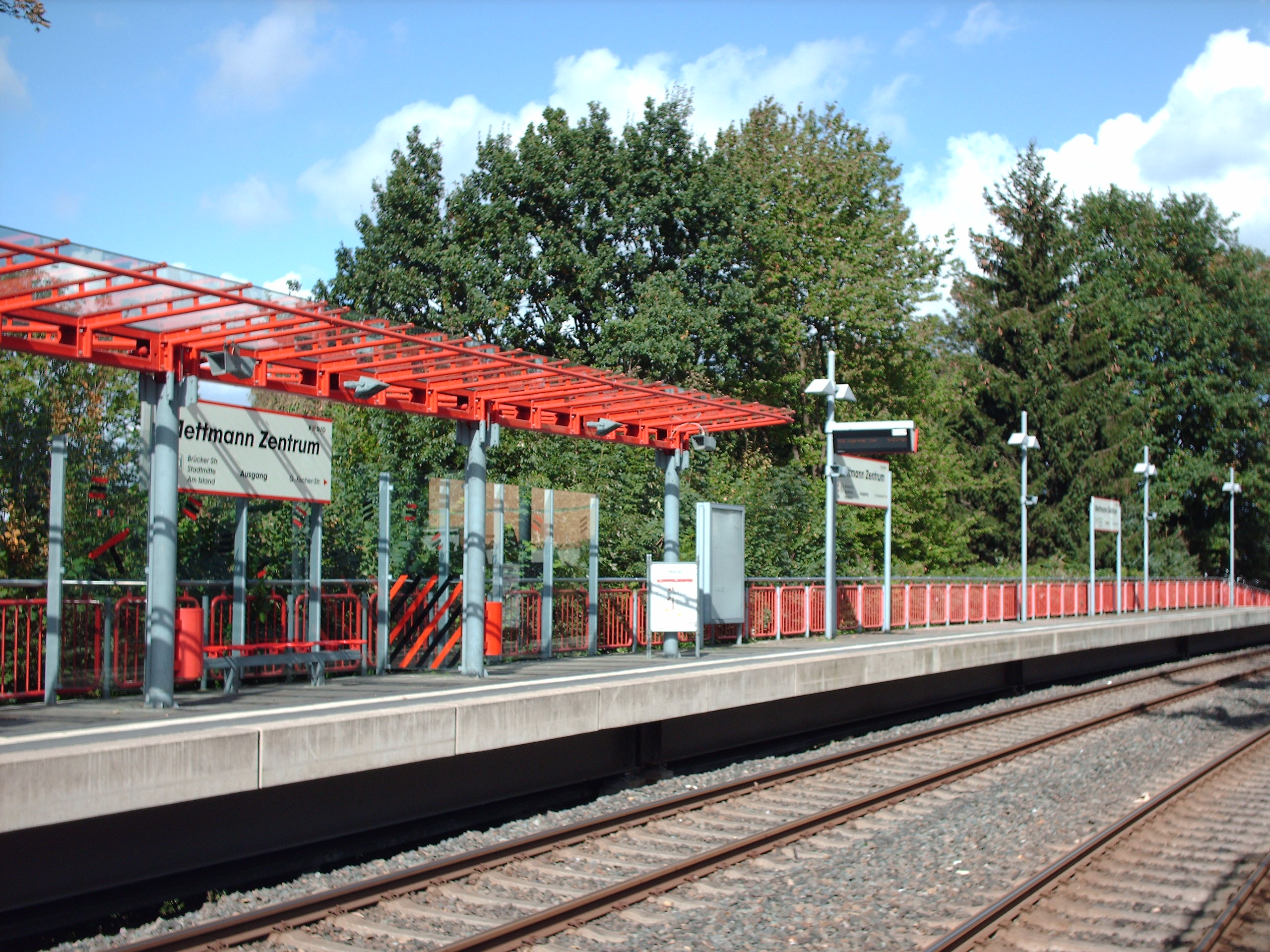
S-Bahn halte Mettmann Zentrum
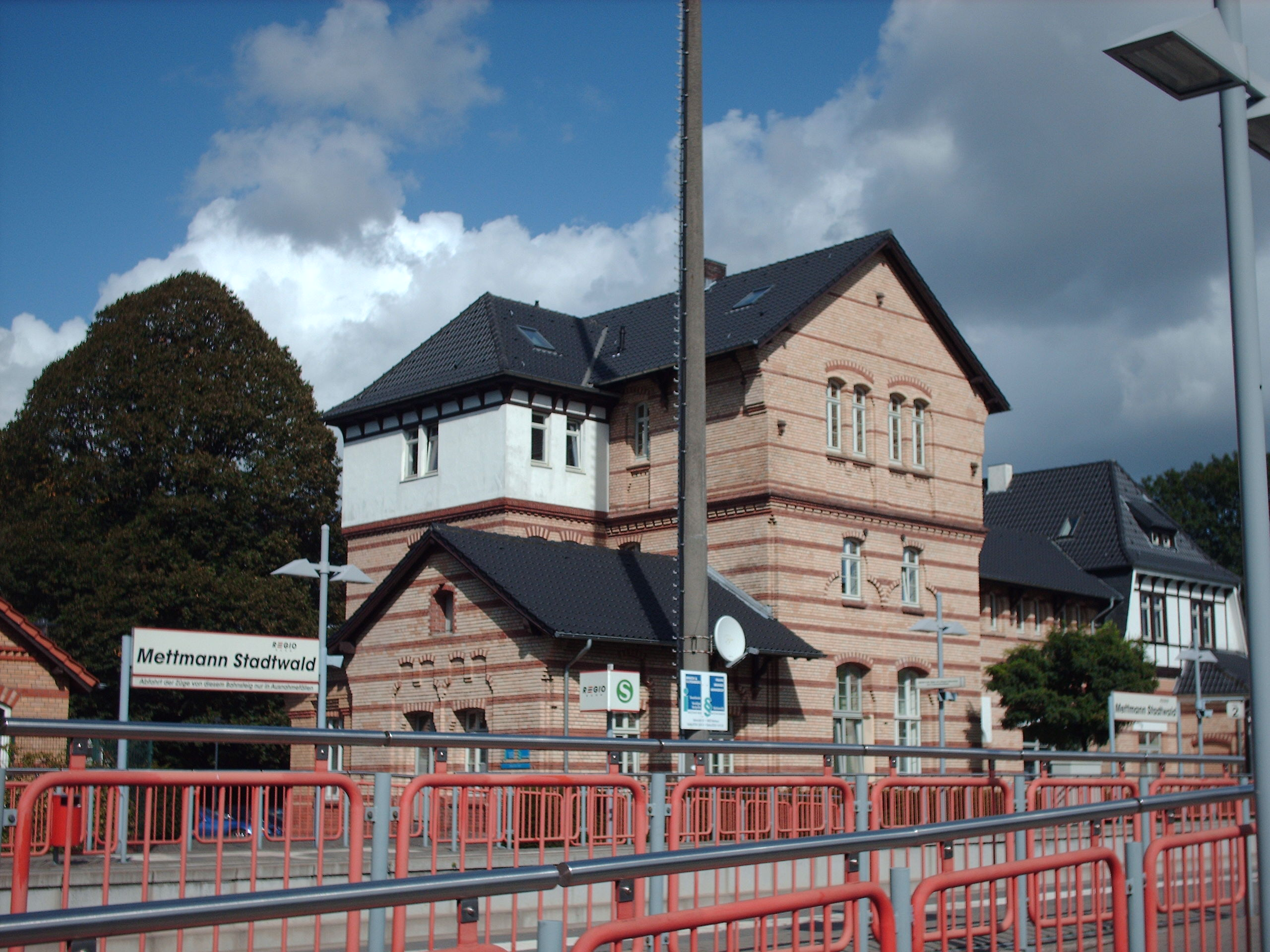
S-Bahn halte Mettmann Stadtwald
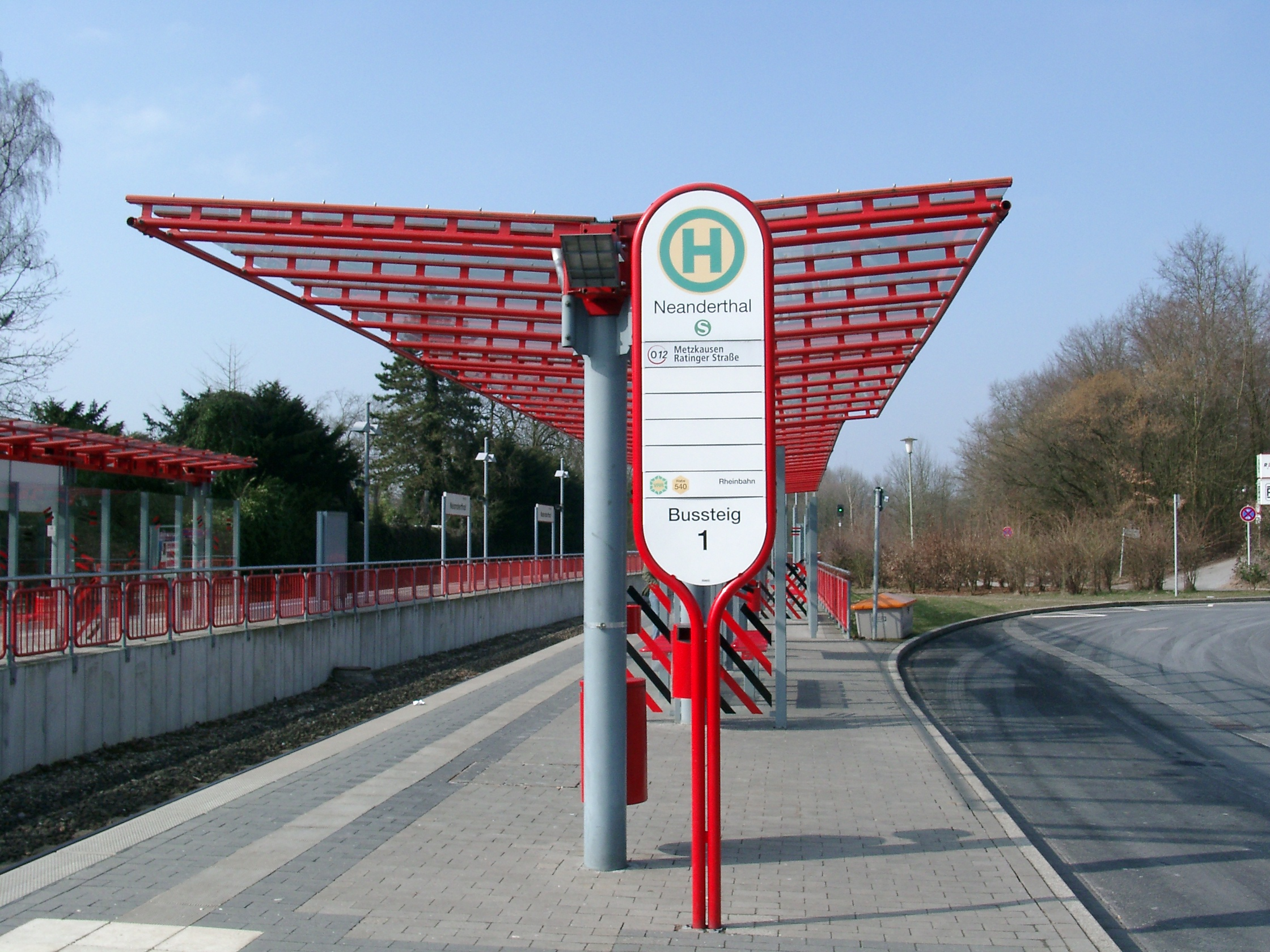
S-Bahn halte Neanderthal

Erkrath · Haan · Heiligenhaus · Hilden · Langenfeld · Mettmann · Monheim am Rhein · Ratingen · Velbert · Wülfrath